# László Vadász
László Vadász est un joueur d'échecs hongrois né le 27 janvier 1948 à Kiskunfélegyháza et mort le 3 janvier 2005 à Budapest. Grand maître international depuis 1976, il a fait partie de l'équipe de Hongrie victorieuse à l'Olympiade d'échecs de 1978 devant l'Union Soviétique.

## Tournois individuels
Il a remporté les tournois de :
- Starý Smokovec 1973 ;
- Vrnjačka Banja 1975 ;
- Budapest 1976 ;
- Ulm 1976 ;
- Subotica 1978 ;
- Bagneux 1978 ;
- Esbjerg 1979 (coupe de la mer du Nord) ;
- Kiel 1979 (mémorial Zemisz) ;
- Zalaegerszeg 1979.

Il fut troisième ex æquo du championnat de Hongrie en 1976 et troisième du tournoi international de Dortmund en 1977.

## Compétitions par équipe
Outre la médaille d'or par équipe à l'Olympiade d'échecs de 1978 à Buenos-Aires, Vadász a remporté deux médailles d'argent par équipe lors des championnats d'Europe par équipe de 1977 et 1980 ainsi qu'une médaille de bronze individuelle en 1980 et la médaille d'or individuelle au septième échiquier en 1977.